# Amara Traoré
Amara Traoré (Saint-Louis, Senegal, 25 de septiembre de 1965) es un exfutbolista senegalés que se desempeñaba como delantero. Disputó su carrera deportiva en Francia.
Tras su retirada como futbolista comenzó a ejercer de entrenador, llegando a dirigir a la selección de fútbol de Senegal entre 2009 y 2012.

## Biografía

### Entrenador
Tras su retirada, en 2007 se hizo cargo del ASC Linguère, equipo de su ciudad natal que por entonces competía en la segunda división del fútbol senegalés. Dejó el equipo en 2009.
Ese mismo año fue nombrado seleccionador de la selección de fútbol de Senegal. Tras tres años, en 2012, Traoré fue destituido acusado como responsable de los malos resultados cosechados por Senegal en la Copa de África de 2012, donde el conjunto partía como favorito.

## Clubes

### Jugador
| Club                  | País    | Año       | Partidos | Goles |
| SC Bastia             | Francia | 1988-1990 | 54       | 22    |
| Le Mans Union Club 72 | Francia | 1990-1992 | 40       | 6     |
| FC Gueugnon           | Francia | 1992-1996 | 137      | 58    |
| FC Metz               | Francia | 1996-1997 | 24       | 6     |
| LB Châteauroux        | Francia | 1998      | 18       | 3     |
| FC Gueugnon           | Francia | 1998-2003 | 113      | 39    |